# 木股知史
木股 知史（きまた さとし、1951年 - ）は、日本の日本近代文学研究者。学位は、文学博士（立命館大学・論文博士・2008年）（学位論文『画文共鳴』）。甲南大学名誉教授。専門は石川啄木研究、および近代日本文学と美術の交流の研究。

## 来歴
兵庫県生まれ。1975年立命館大学文学部日本文学科卒、1982年同大学院博士課程単位取得満期退学。国崎望久太郎に師事。甲南大学助教授、文学部日本文学科教授、文学部学部長（2014～2015年度）。2008年『画文共鳴』で立命館大学より文学博士の学位を取得。2020年退職、名誉教授となる。

## 著書
- 『石川啄木・一九〇九年』冨岡書房 1984
- 『<イメージ>の近代日本文学誌』双文社出版 1988
- 『イメージの図像学 反転する視線』白地社 1992
- 『画文共鳴 『みだれ髪』から『月に吠える』へ』岩波書店 2008
- 『文学と心の森で 最終講義に代えて：木股知史精選評論集』（22世紀アート）2020（kindle版のみ）

### 編著
- 『風呂で読む啄木』 世界思想社、1997
- 『村上春樹』（日本文学研究論文集成）若草書房 1998
- 『吉本ばなな イエローページ』荒地出版社 1999
- 『近代日本の象徴主義』おうふう 2004
- 『明治大正小品選』おうふう 2006
- 『コレクション・都市モダニズム詩誌 第9巻 昭和の象徴主義. 2』編 ゆまに書房, 2010.8

### 翻訳
- ジェイ・ルービン『風俗壊乱 明治国家と文芸の検閲』今井泰子,大木俊夫,河野賢司, 鈴木美津子共訳 世織書房 2011